# Allisyn Ashley Arm
Allisyn Ashley Snyder (ur. 25 kwietnia 1996) – amerykańska aktorka.
Pierwszą większą rolą Arm była rola Wendy Withers w serialu Życie przede wszystkim w 2002 roku. Kilka lat później miał miejsce jej debiut filmowy – w 2004 roku wystąpiła w filmie Epitafium. Pojawiła się także w około 40 reklamach, a od lutego 2009 roku grała Zorę w Słonecznej Sonny.

## Wczesne życie
Allisyn Ashley Arm urodziła się 25 kwietnia 1996 roku w Glendale. Arm od dzieciństwa interesowała się teatrem, więc razem z rodzicami często przyjeżdżała na przedstawienia do Los Angeles. Gdy rodzice odkryli jej fascynację teatrem, zapisali ją do szkółki teatralnej. Następną jej szkołą była Buchwald Talent Group, do której została zapisana, gdy miała cztery i pół roku.

## Kariera

### Wczesna kariera
Pierwszą aktorską rolę Allisyn Ashley Arm dostała w reklamie ręczników Bounty, która nigdy nie została wyemitowana w telewizji. Pomimo tego, że jej pierwsza próba grania w reklamie była nieudana, Allisyn wystąpiła w wielu innych reklamach, które były emitowane. W maju 2002 roku Arm dostała rolę w swoim pierwszym serialu – Życie przede wszystkim. Rok później miała już więcej ról do zagrania w serialach: Przyjaciele, 10-8: Officers on Duty, Cuda i Potyczki Amy. Arm grała także w filmach, m.in. w Man of the House i Król Kalifornii razem z Ashley Greene. W 2009 roku Allisyn dostała rolę Zory w komediowym sitcomie Disney Channel – Słoneczna Sonny.
W 2009 roku wystąpiła także w teledysku Demi Lovato do piosenki „La La Land”.

### Autorytety
W wywiadzie z magazynem People, Allisyn Ashley Arm powiedziała: „Oglądałam wiele skeczy Saturday Night Live w internecie. Kocham Chrisa Farleya i Jima Carreya. Ciągle myślę, co Jim Carrey zrobiłby w roli, którą aktualnie gram. Jest ogromną inspiracją dla mojej postaci.”.

## Życie prywatne
W 2019 roku wyszła za mąż za Dylana Riley Snydera oraz oficjalnie przyjęła jego nazwisko.

## Filmografia
| Role główne   | Role główne                            | Role główne                  | Role główne |
| Rok           | Tytuł                                  | Rola                         | Notatki     |
| ------------- | -------------------------------------- | ---------------------------- | ----------- |
| 2011–2012     | Z innej beczki                         | Zora Lancaster               | główna rola |
| 2009–2011     | Słoneczna Sonny                        | Zora Lancaster               | główna rola |
| 2009          | Disney Channel's Totally New Year 2009 | ona sama                     |             |
| 2007          | Facet od WF-u                          | harcerka                     |             |
| 2007          | Greetings from Earth                   | mała dziewczynka             |             |
| 2007          | Król Kalifornii                        | młoda Miranda                |             |
| 2005          | Anioł Stróż                            | Charlotte Tulaire            |             |
| 2004          | Epitafium                              | córka Collina                |             |
| Role gościnne |                                        |                              |             |
| Rok           | Tytuł                                  | Rola                         | Uwagi       |
| 2008          | Mów mi Dave                            | kujonka                      |             |
| 2007          | Teraz ty!                              | dziecko                      | 1 odcinek   |
| 2006          | Zaginiona                              | Violet                       | 1 odcinek   |
| 2003          | Inconceivable                          | Lexie                        | 1 odcinek   |
| 2005          | Byle do przodu                         | Ella                         | 1 odcinek   |
| 2003          | 10-8: Officers on Duty                 | mała zawiedziona dziewczynka | 1 odcinek   |
| 2003          | Potyczki Amy                           | Molly Maddox                 | 1 odcinek   |
| 2003          | Przyjaciele                            | Leslie Buffay                | 1 odcinek   |
| 2003          | Cuda                                   | Amelia Wye                   | 1 odcinek   |
| 2002          | Życie przede wszystkim                 | Wendy Withers                | 1 odcinek   |
| 1998          | Beczka Amontillado                     | córka Montresora             |             |
| Dubbing       |                                        |                              |             |
| Rok           | Tytuł                                  | Rola                         | Notatki     |
| 2011          | The Smurfs                             | Sassette                     |             |
| 2005          | Nurkuj, Olly                           | Beth                         | 6 odcinków  |